# Чипилоглу, Айдоган
Айдоган Чипилоглу (тур. Aydoğan Çipiloğlu; род. 1935, Маниса) — турецкий футболист, защитник. Участник летних Олимпийских игр 1960 года.

## Биография
Айдоган Чипилолгу родился в 1935 году в турецком городе Маниса.
Играл в футбол на позиции защитника. В сезоне-1959/60 выступал за «Алтынорду».
В 1959 году в составе второй сборной Турции завоевал серебряную медаль футбольного турнира Средиземноморских игр в Бейруте.
В декабре 1959 года провёл 2 матча в составе сборной Турции в отборочном олимпийском турнире против сборной Ирака (7:1, 3:2), мячей не забивал.
В 1960 году вошёл в состав сборной Турции по футболу на летних Олимпийских играх в Риме, занявшей 14-е место. Играл на позиции защитника, провёл 3 матча, мячей не забивал.

## Достижения

### Командные
Турция Б
- Серебряный призёр Средиземноморских игр (1): 1959.